# Рани Маника
Вижте пояснителната страница за други личности с името Рани.
Рани Маника (на английски: Rani Manicka) е малайзийска писателка на бестселъри в жанра драма.

## Биография и творчество
Рани Маника е родена в Малайзия, в семейство на данъчен инспектор и учителка. Тя е втората от четири братя и сестри. Прекарва идилично детство в Теренганю, след което семейството и се премества в Куантан, а после в Серембан и накрая в Селангор. От малка обича да чете европейска литература и сред любимите автори са Маргарет Атууд, Мартин Еймис, Марио Пузо, Анита Брукнър и Сара Хол.
Завършва университета на Малайзия със степен по бизнес администрация. След дипломирането си, тя пътува из Европа, и установява, че харесва Великобритания и остава там, като се заселва в графство Съри.
Временно учи мениджъмънт в Германия, след което отваря и управлява италиански ресторант в Лондон. Едновременно с работата по ресторанта Маника започва да пише роман. Първият завършен от нея роман „The Devil in the Bread“ не е приет от издателите и все още не е издаден, поради високото ниво на насилие в него.
Рани Маника публикува първият си роман „Оризовата майка“ през 2002 г. В него младата героиня Лакшми отрано напуска родната Шри Ланка (остров Цейлон), за да се омъжи и роди в Малайзия, където преживява кошмара на японската окупация. Романът е пленителна и екзотична история за смешни и тъжни неща, за любов и предателство. Печели наградата на Британската общност на писателите през 2003 г. за Югоизточна Азия и Южния Тихоокеанския регион през 2003 г. Книгата става веднага бестселър и е преведена на над 40 езика.
Вторият и роман „Touching Earth“ издаден през 2004 г. е тъмен и завладяващ разказ за любов, предателства и пристрастяване.
През 2009 г. излиза третият и роман „Японският любовник“, в който героинята и отново е емигрант от Шри Ланка в Малайзия, но историята разказва за поразителната и неконвенционална любов между окупатора – японски генерал и опитващата се да оцелее и отгледа осиновеното си дете – Парвати.
Вдъхновение за романите и дават разказите на нейната майка за историята на семейството и автентичните случаи от живота тяхното общество в Далечния изток.
Рани Маника разделя времето си между Обединеното кралство и Петалинг Джая, Малайзия, където ходи два пъти годишно, да отпразнува рождените дни на родителите си и да се срещне с приятелите.

## Произведения

### Романи
- The Rice Mother (2002)
Оризовата майка, изд.: ИК „Бард“, София (2003), прев. Красимира Икономова
- Touching Earth (2004)
- The Japanese Lover (2009)
Японският любовник, изд.: ИК „Прозорец“, София (2010), прев. Илияна Петрова
- Black Jack (2013)